# Iphinoe senegalensis
Iphinoe senegalensis är en kräftdjursart som beskrevs av Jones 1956. Iphinoe senegalensis ingår i släktet Iphinoe och familjen Bodotriidae. Inga underarter finns listade i Catalogue of Life.